# Venecijanski jezik
Venecijanski jezik (talian, venet, veneto, vèneto; ISO 639-3: vec), jezik Venecijanaca, jedan od pet galoitalskih jezika iz sjeveroistočne Italije (u regijama Veneto,  Trident, Furlanija-Julijska krajina) i susjednim krajevima Slovenije i poluotoku Istri i u Rijeci u Hrvatskoj, i također u Brazilu. U Italiji govori se od Verone na zapadu, južno do rijeke Po, istočno do Furlanije i sjeverno do Trenta.
Ima nekoliko dijalekata, od kojih se bisiacco (bizjački dijalekt) govori u provinciji Gorici, u kraju zvanom Bisiacaria. Venecijanci sebe smatraju različitima od Talijana, narod koji ima posebnu kulturu, povijest i jezik. Preko 3 900 000 govornika u Italiji (2007.) i oko 50 000 u Hrvatskoj. U Brazilu se njime služi 4 000 000 ljudi (2006. Palmerini and Silva) u državama Rio Grande do Sul i Santa Catarina.

## Vanjske poveznice
- Venetian (14th)
- Venetian (15th)
- WHAT IS THE VENET (VENETIAN) LANGUAGE?  Arhivirana inačica izvorne stranice od 20. travnja 2010. (Wayback Machine)